# Ермакович, Александр Владимирович
Александр Владимирович Ермако́вич (бел. Аляксандр Уладзіміравіч Ермаковіч; род. 21 января 1975, Лунинец, Брестская область) — белорусский футболист и тренер. Отец футболиста Кирилла Ермаковича.

## Биография

### Карьера игрока
Воспитанник лунинецкой ДЮСШ и минского РУОРа. Первые тренеры — Михаил Николаевич Олешкевич и Юрий Антонович Пышник. Профессиональную карьеру в амплуа полузащитника начинал в минском «Динамо-2». Затем были четыре года в составе столичной «Атаки» (1993—1997). В 1998 году перешёл в БАТЭ, где выступал одиннадцать лет — до осени 2008 года. За это время стал капитаном команды. Последний матч в карьере провёл в Турине против «Ювентуса» в рамках группового раунда Лиги чемпионов 2008/09.

### Тренерская карьера
С 2009 года входил в тренерский штаб Виктора Гончаренко в БАТЭ, под началом которого команда четырежды становилась чемпионом страны (2009, 2010, 2011, 2012), побеждала в Кубке (2010) и Суперкубке страны (2010, 2011, 2012), выступала в групповых стадиях Лиги чемпионов (2011/12, 2012/13) и Лиги Европы (2009/10, 2010/11), в 1/16 финала Лиги Европы (2010/11, 2012/13).
В середине осени 2013 стал главным тренером и привёл команду к золоту чемпионата страны. На старте сезона 2014 БАТЭ выиграл Суперкубок Белоруссии. Летом 2014-го клуб под началом Ермаковича 4-й раз в истории пробился в групповой турнир Лиги чемпионов. Осенью клуб в 11-й раз выиграл звание чемпионов страны. На старте сезона 2015 были выиграны Суперкубок и Кубок Белоруссии. Летом 2015 БАТЭ обыграл ирландский «Дандолк», венгерский «Видеотон» и сербский «Партизан» и в 5-й раз пробился в групповой турнир Лиги чемпионов. 16 октября 2015 года клуб вновь стал чемпионом страны. По итогам сезона 2015 Ермакович стал лучшим тренером Белоруссии. В сезоне 2016 БАТЭ весной выиграл Суперкубок Белоруссии, а осенью завоевал очередной чемпионский титул.
В 2017 году Ермакович дважды хотел подать в отставку. Победа в чемпионате была добыта благодаря финишному рывку — БАТЭ обошёл минское «Динамо» только по дополнительным показателям. Болельщики, недовольные качеством футбола призывали Ермаковича уйти. 5 января 2018 он покинул клуб по собственному желанию и через три дня стал помощником Гончаренко в ЦСКА. 8 апреля 2021 года вошёл в тренерский штаб Гончаренко в клубе «Краснодар». 5 января 2022 года штаб был отправлен в отставку.

## Достижения

### Игрок
БАТЭ
- Чемпион Белоруссии (5): 1999, 2002, 2006, 2007, 2008
- Серебряный призёр чемпионата Белоруссии (4): 1998, 2000, 2003, 2004
- Бронзовый призёр чемпионата Белоруссии: 2001
- Обладатель Кубка Белоруссии: 2006

### Тренер
БАТЭ
- Чемпион Белоруссии (5): 2013, 2014, 2015, 2016, 2017
- Обладатель Кубка Белоруссии: 2014/15
- Обладатель Суперкубка Белоруссии (4): 2014, 2015, 2016, 2017